# Svedjan (Umeå)
Svedjan is een plaats in de gemeente Umeå in het landschap Västerbotten en de provincie Västerbottens län in Zweden. De plaats heeft 66 inwoners (2005) en een oppervlakte van 13 hectare. De plaats ligt in een omgeving die bestaat uit een mix van bos en landbouwgrond.